# Iabutén
Iabutén (en árabe: إعبوتن‎, en francés: Iabboutène) es una localidad marroquí perteneciente al municipio de Trugut, en la región de Tánger-Tetuán-Alhucemas. Desde 1912 hasta 1956 perteneció a la zona norte del Protectorado español de Marruecos.